# Канатна дорога Ялта — Горка
44°29′42″ пн. ш. 34°09′58″ сх. д. / 44.495105° пн. ш. 34.165973° сх. д.
Канатна дорога Ялта — Горка — одна з трьох діючих пасажирських ліній канатної дороги Великої Ялти. Її відкриття відбулося в 1967 році. Вхід на неї розташований в центрі Ялти, поруч з будівлею готелю «Таврида», верхня станція знаходиться на пагорбі Дарсан. Дорога завдовжки 600 м, перепад висот — 120 м, час у дорозі — 12 хвилин, кожна кабінка розрахована на двох пасажирів.